# Old Windsor
Old Windsor – wieś w Anglii, w hrabstwie ceremonialnym Berkshire, w dystrykcie (unitary authority) Windsor and Maidenhead. Leży 27 km na wschód od centrum miasta Reading i 33 km na zachód od centrum Londynu. Miejscowość liczy 4775 mieszkańców.